# Helmut Oblinger
Helmut Oblinger (Schärding, 14 marzo 1973) è un canoista austriaco, specializzato nello slalom.
Ha partecipato a cinque edizioni dei giochi olimpici estivi (1996, 2000, 2004, 2008 e 2012).

## Palmarès
- Mondiali - Slalom

Augusta 2003: bronzo nel K1.
- Europei - Slalom

Augusta 1996: bronzo nel K1 a squadre.
Bratislava 2002: argento nel K1.
Tacen 2005: oro nel K1.
Augusta 2012: bronzo nel K1 a squadre.